# Hydrelia meruana
Hydrelia meruana är en fjärilsart som beskrevs av Aurivillius 1910. Hydrelia meruana ingår i släktet Hydrelia och familjen mätare. Inga underarter finns listade i Catalogue of Life.